# 聖經譯本
聖經譯本是基督宗教的經典《聖經》的翻譯文本。《聖經》原文在以古代希伯來語、亚兰語和通用希臘語寫成，聖經全書或部分篇章已被不同聖經學者或團體翻譯到2530种语言中，一般认为是全世界翻譯最多的書籍。
由於選取不同的原始底本、採用不同的翻譯準則及拼寫、書寫規則和神學觀點等因素，不同的譯本之間有時存在著巨大差異。聖經譯本雖風格各有不同，但大致可歸納為三類：第一類: 行間對照譯本包含原文和譯文的逐字對照。第二類: 意譯本的譯者按照自己的理解，隨意重述聖經的信息。第三類: 中庸之道的譯本既傳遞原文的準確意思，保留原文的風格，同時要讓讀者容易明白。
值得注意的是，不少現代聖經譯本並非根據原文直接進行翻譯，而是以較早的聖經譯本為藍本。嚴謹的聖經譯者會使用合參本聖經進行翻譯及校勘工作。

## 古代譯本
- 撒馬利亞五經，撒玛利亚人所用。
- 阿拉米文意譯本

## 希臘語譯本
- 聖經七十士譯本
- 新希臘文譯本

## 拉丁語譯本
- 武加大譯本 西元404年
- 康普魯頓合參本聖經

1517年7月10日
- 通俗拉丁文本聖經（Vulgata Sixto-Clementina）1592年
- 新武加大译本（Nova Vulgata）1979年

（按出版年份排序）

## 德語譯本
- 路德聖經（Lutherbibel）1545年，1912年，1984年
- 埃伯菲爾德譯本（Elberfelder）1905年，1991年
- 統一譯本（Einheitsübersetzung），新約1972年，舊約1980年
- 好消息（Gute Nachricht），1982－97年
- 新世界譯本（Neue-Welt-Übersetzung）1985，1989
- 新日內瓦譯本（Neue Genfer Übersetzung），1990年
- 大家的希望（Hoffnung für Alle），1996年
- Bibelarchiv-Vegelahn （页面存档备份，存于）

（按出版年份排序）

## 英語譯本
- 威克利夫譯本（Wyclif's Bible），1380－1390年
- 思高漢英繁体聖經（Douay–Rheims Bible），新約1582年，舊約1609-10年
- 欽定版聖經 或稱 英王詹姆斯譯本聖經（King James Version of the Bible），1611年
- 宗教改革聖經 或稱 日內瓦聖經（The Reformation Bible）
- 修訂版聖經（English Revised Version），新約1881年，舊約1885年
- 美國標準版聖經（American Standard Bible），1901年
- 修訂標準版聖經（The Revised Standard Version），1946-52年
- 新國際版聖經（The New International Version），新約1973年，舊約1978年
- 新欽定版聖經（New King James Version of the Bible），1979-82年
- 耶路撒冷聖經（Jerusalem Bible），1966年
- 新美國聖經（New American Bible），1970年
- 新耶路撒冷聖經（New Jerusalem Bible），1985年
- 新美國標準版聖經（New American Standard Bible），1995年
- 當代聖經（The New Living Translation），1996年
- 英语標凖版聖經（English Standard Version），2001年
- 新天主教的聖經（CTS New Catholic Bible），2005年
- 新美國改版聖經（New American Standard Bible Revised Edition），2011年

（按出版年份排序）

## 漢語譯本
- 新旧遺詔全書（文理本，馬士曼），1822年
- 神天聖書（文理本，馬禮遜），1823-1824年
- 郭實臘文理譯本，1836-1840年
- 高德《新约全书》，1853年
- 委辦譯本（文理本） 1858年
- 裨治文与克陛存新舊約聖經（文理本）1863年
- 新遺詔聖經（文理本，東正教），1864年
- 北京翻譯委員會新舊約全书（北京官話），1874年
- 楊格非文理新约（文理本，楊格非），1885年
- 杨格非官话新约（官话，杨格非），1889年
- 包约翰与白汉理新约译本（浅文理，包约翰和白汉理），1889年
- 二指版新舊約聖經（文理本，施約瑟），1902年
- 和合本，1906年-1919年（华人新教教會普遍使用的版本）
- 思高譯本，1968年（天主教會使用的聖經）
- 呂振中譯本，1970年
- 當代聖經，1974年
- 牧靈聖經，1978年
- 現代中文譯本，1979年（台灣基督長老教會使用的國語聖經）
- 新標點和合本，1988年
- 聖經新譯本，1992年（集眾多神學家編輯，較接近現代口語的翻譯版本所）
- 聖經恢復本，新約完成於1987年，舊約完成於2003年（召會使用的聖經）
- 聖經和合本修訂版，2006年-2010年
- 聖經 (馮象譯本)
- 新約全書‧新漢語譯本，2010年
- 聖經中文標準譯本（新約） （页面存档备份，存于），2011年
- 聖經新普及譯本，2012年
- 圣经新世界译本，2013年（聖經新世界譯本 （页面存档备份，存于） 還有2001年版，以及2019年修訂版）
- 聖經當代譯本（修訂版），2016年
- 環球聖經譯本，2022年

（按出版年份排序）

## 台灣原住民族語譯本
- 阿美語：fangcalay cudad，新約1961年，舊約1997年；2019年完成新約附詩篇箴言並排版
- 太魯閣語：Truku Bible，新約1963年，舊約2005年
- 排灣語：kai nua Cemas，新約1973年，短舊約1993年；預計2022年完成新舊約翻譯及修訂
- 泰雅語：Biru na Tayal，新約1974 年，短舊約2003年；預計2021年完成新舊約翻譯及修訂。目前新舊約全書已於2023-0101正式出版。
- 布農語：Tama Dihanin tu halinga，新約1983年，短舊約2000年；預計2021年完成新舊約翻譯及修訂
- 達悟語：seysyo no Tao，新約1994年，舊約已開始翻譯
- 魯凱語：Ngudadrekai Ka'siisiw，新約2001年，舊約2017年
- 卑南語：已完成四福音书，預計2021年完成新約，舊約待定
- 鄒語：buacou seiso no faeva esvʉtʉ，新約2013年，舊約預計2023年完成[1]
- 賽德克語：Kari Utux Baro Seediq Tgdaya，預計2020年完成新舊約翻譯及修訂
- 噶瑪蘭語：進行中
- 巴宰語：進行中
- 噶哈巫語：進行中
- 西拉雅語：進行中

## 參閲
- 聖經抄本
- 圣经批判学

## 外部連結

### 聖經版本
- 廣東話意譯本 （页面存档备份，存于）
- 中文天主教聖經
- 思高本聖經
- 和合本聖經（含希臘文、希伯來文註釋） （页面存档备份，存于）
- 聖經呂振中譯本
- 聖經現代中文譯本 （页面存档备份，存于）
- 聖經靈修版
- 聖經新譯本
- 聖經中文標準譯本（新約） （页面存档备份，存于）
- 英文各版本查詢（页面存档备份，存于）
- 德文1988版聖經 （页面存档备份，存于）
- Bibelarchiv Vegelahn: Bibelübersetzungen in deutscher Sprache （页面存档备份，存于）
- 思高聖經學會藏書 (The Studium Biblicum OFM Collections) （页面存档备份，存于） 香港浸會大學圖書館. 華人基督教文獻保存計劃

### 聖經翻譯史
圣经汉语译本史
- 《中文聖經翻譯史》(聖經．中文．翻譯)